# Арочко, Николай Николаевич
Арочко Николай Николаевич (белор. Арочка Мікалай Мікалаевіч; 10 декабря 1930, д. Ветевичи, теперь Слонимский район — 2 марта 2013, д. Ветевичи, Слонимский район) — белорусский поэт, литературовед. Доктор филологических наук. 

## Биография
Родился в крестьянской семье. Окончил Озерницкую среднюю школу (1951), поступил на филологический факультет БГУ, который закончил 1956. Работал в журнале «Сельская гаспадарка Беларусі» (1956—1960) и в газете «Літаратура і мастацтва» (1962). Окончил аспирантуру при Институте литературы имени Янки Купалы АН БССР (1966). В 1966 — начале 1990-х гг. — научный сотрудник Института литературы имени Янки Купалы АН БССР. Член Союза писателей СССР (с 1958).

## Творчество
Дебютировал в печати стихами в 1949 (барановичская областная газета «Чырвоная звязда»). Автор сборников поэзии «Не ўсе лугі пакошаны» (1958), «Ветраломная паласа» (1962), «Крылатае семя» (1967), «Кветкі бяссмертніка» (1972), «Матчына жыта» (1978), «Колас на ржышчы» (1980), «Бяздоннае» (1985), «Падземныя замкі» (1986), драматических поэм «Курганне. Крэва» (1982), «Судны дзень Скарыны» (1990), книги стихов для детей «У птушынай вёсцы» (1964) и повести «Хай расце маладая таполя» (1964).
Основные черты поэзии Арочки — сердечность, сосредоточены размышления о жизни и время; позже — углубление философского начала, обращение к пережитого во время войны (поэма «Матчына жыта») и исторического прошлого (поэма «Курганне»).
Автор критико-литературоведческих книг «Валянцін Таўлай» (1969), «Галоўная служба паэзіі» (1974), «Беларуская савецкая паэма» (1979), «Саюз часу і майстэрства» (1981), «Максім Танк: Жыццё ў паэзіі» (1984), «Поэзия и война» (1987). Один из авторов «Истории белорусской советской литературы» (1977).
Переводил с русского, латышского, польского и английского языков. В том числе переводов отдельные произведения А. Прокофьева, Я. Райниса, В. Броневского и Д. Байрона.